# Jeanne Colin-De Clerck
Jeanne Albertine Colin-De Clerck, née le 9 janvier 1924 à Bruxelles, est une compositrice belge qui utilise également les noms de Jeanne Colin et Albertine De Clerck.

## Biographie
Jeanne Colin-De Clerck nait le 9 janvier 1924 à Bruxelles, en Belgique. Elle étudie au Conservatoire royal de musique de Bruxelles où elle obtient le premier prix de solfège (1942) et une « mention d'accompagnement au piano ».
Après avoir terminé ses études elle commence à composer sans y avoir été formée. Quatre ans plus tard elle devient professeur à l'Académie de musique d'Anderlecht où elle enseignera le solfège 1946 à 1977.
Elle a été mariée avec le compositeur Georges Colin (1921-2002), ils ont eu deux fils et deux filles. Tout au long de sa carrière de compositrice elle a également collaboré avec son mari sur certaines pièces.

## Œuvres
Elle a composé pour orchestre, chambre, piano et voix. Son style est qualifié d'atonal.
- Matière habitée op.9, pour orchestre (1968)
- Quatuor à cordes (1968)
- Caprice, violon et piano (1970)
- Divertissement op.13, pour orchestre à cordes (1970)
- Concerto pour flûte et orchestre (1972)
- Concerto pour violon et orchestre (1974)
- Concertati Movimenti violon et piano (1975)
- Fantaisie pour saxophone (1977)
- Quatuor de saxophones op. 28 (1977)
- Petit concert à 7 op. 31 pour piano et 6 percussionnistes
- Deuxième et Troisième Humoresques (CeBeDeM) 10p.

« Contemporain, idiomatique. Lento, avec de nombreux changements de tempo ; grappes, tons répétés, registres contrastés, textures, dynamiques et motifs. Adv. » 
- Leitmotiv Op.29 (CeBeDeM 1979) 16p.

« Contemporain, idiomatique. Lento, avec de nombreux changements de tempo ; grappes, tons répétés, registres contrastés, textures, dynamiques et motifs. Adv. » 
- Première Humoresque (CeBeDeM 1991)

« Rythmes proportionnels, changements de tempo ; Écriture à 12 tons, 2-vc ctpt avec occasionnellement des accords à double note ; quelques imitations, écriture miroir. Précoce. » 
- Rythmes Op. 34/1-2 (CeBeDeM 1985)

« 6/8, rythmes enjoués, tritons, imitatifs, double 8vas, textures sectionnelles. Giocoso (4',9p) : scherzo en 2/4, accords de 7e staccato de LH, 8vas, pistes de doubles croches ludiques ; figures syncopées en RH. Précoce. » 
- Diverses pièces (noms inconnus) pour musique de chambre dont un solo de flûte, un solo de violon, des cordes et un chœur mixte.

Pièces écrites en collaboration avec Georges Colin
- Le Tombeau d'André Jolivet 2 pianos (1975)
- Pièces courtes pour harpes (1976)
- Quatuor de flûtes (1976)
- Deux pièces pour flûte et harpe (1979)
- Ji soprano solo, Chœur mixte & orchestre (1986)